# Johann Christoph Bock
Johann Christoph Bock (* 1752 in Nürnberg; † 1830 wohl ebenda) war ein deutscher Kupferstecher in Nürnberg.

## Leben
Sein Vater war der Zeremonienmeister (Protokollchef) des Nürnberger Stadtrats. Er war der ältere Bruder der beiden Nürnberger Kupferstecher Christoph Wilhelm Bock (1755–1835) und Johann Carl Bock (1757–1843).
Er arbeitete eng mit seinem Bruder Christoph Wilhelm zusammen, mit dem er u. a. eine Folge von 18 Landschaften nach Vorlagen von Burkhard Albrecht von Bemmel radierte, einem bereits mit 13 Jahren verstorbenen Urenkel des holländischen Malers Willem van Bemmel.